# Фріпорт (Іллінойс)
Фріпорт (англ. Freeport) — місто (англ. city) в США, в окрузі Стівенсон штату Іллінойс. Населення — 23 973 особи (2020).

## Географія
Фріпорт розташований за координатами 42°17′22″ пн. ш. 89°38′9″ зх. д. / 42.28944° пн. ш. 89.63583° зх. д. (42.289539, -89.635826).  За даними Бюро перепису населення США в 2010 році місто мало площу 30,53 км², з яких 30,50 км² — суходіл та 0,03 км² — водойми.

### Клімат
| Клімат : Фріпорт      | Клімат : Фріпорт | Клімат : Фріпорт | Клімат : Фріпорт | Клімат : Фріпорт | Клімат : Фріпорт | Клімат : Фріпорт | Клімат : Фріпорт | Клімат : Фріпорт | Клімат : Фріпорт | Клімат : Фріпорт | Клімат : Фріпорт | Клімат : Фріпорт | Клімат : Фріпорт |
| Показник              | Січ.             | Лют.             | Бер.             | Квіт.            | Трав.            | Черв.            | Лип.             | Серп.            | Вер.             | Жовт.            | Лист.            | Груд.            | Рік              |
| Середній максимум, °C | −4               | −1               | 6                | 14               | 21               | 26               | 28               | 27               | 23               | 16               | 7                | −1               | 13,6             |
| Середній мінімум, °C  | −13              | −10              | −4               | 2                | 8                | 14               | 17               | 15               | 10               | 4                | −2               | −9               | 2,7              |
| Норма опадів, мм      | 33.8             | 33.8             | 54.4             | 82               | 100.6            | 113.3            | 90.7             | 104.4            | 93.2             | 65.5             | 68.3             | 43.7             | 883              |
| --------------------- | ---------------- | ---------------- | ---------------- | ---------------- | ---------------- | ---------------- | ---------------- | ---------------- | ---------------- | ---------------- | ---------------- | ---------------- | ---------------- |
| Джерело: weather.com  |                  |                  |                  |                  |                  |                  |                  |                  |                  |                  |                  |                  |                  |

## Демографія
Згідно з переписом 2010 року, у місті мешкало 25 638 осіб у 11 032 домогосподарствах у складі 6403 родин. Густота населення становила 840 осіб/км².  Було 12396 помешкань (406/км²).
Расовий склад населення:
| - 77,1 % — білих - 16,2 % — чорних або афроамериканців - 0,9 % — азіатів - 0,2 % — корінних американців - 1,8 % — осіб інших рас |

До двох чи більше рас належало 3,8 %. Частка іспаномовних становила 4,1 % від усіх жителів.
За віковим діапазоном населення розподілялося таким чином: 23,1 % — особи молодші 18 років, 57,8 % — особи у віці 18—64 років, 19,1 % — особи у віці 65 років та старші. Медіана віку мешканця становила 41,3 року. На 100 осіб жіночої статі у місті припадало 88,0 чоловіків;  на 100 жінок у віці від 18 років та старших — 84,5 чоловіків також старших 18 років.
Середній дохід на одне домашнє господарство  становив 47 668 доларів США (медіана — 36 302), а середній дохід на одну сім'ю — 58 305 доларів (медіана — 47 120). Медіана доходів становила 37 189 доларів для чоловіків та 29 977 доларів для жінок. За межею бідності перебувало 21,0 % осіб, у тому числі 30,7 % дітей у віці до 18 років та 7,9 % осіб у віці 65 років та старших.
Цивільне працевлаштоване населення становило 10 362 особи. Основні галузі зайнятості: освіта, охорона здоров'я та соціальна допомога — 27,5 %, виробництво — 19,1 %, роздрібна торгівля — 11,5 %, мистецтво, розваги та відпочинок — 7,9 %.

## Видатні уродженці та жителі міста
- Вінстон Бостік — американський фізик
- Каліста Флокхарт — актриса кіно та телебачення
- Коркі Гейл — джазовий музикант, продюсер
- Джеральд Макклеллан
- Джиммі Меттерн — авіатор, конструктор, льотчик, випробувач літаків Lockheed P-38 Lightning
- Альфред Кон (1880-1951) — американський автор, редактор газети, журналіст, комісар поліції і сценарист.